# British Rail Class 159
British Rail Class 159 "South Western Turbo" - typ spalinowych zespołów trakcyjnych używanych przez dwóch brytyjskich przewoźników kolejowych: South West Trains oraz East Midlands Trains. Wszystkie pociągi tej klasy powstały w wyniku przebudowy (przeprowadzanej w większości w zakładach firmy Babcock Rail w Rosyth) wybudowanych wcześniej przez BREL Derby jednostek typu British Rail Class 158. Zmiany polegały przede wszystkim na podwyższeniu komfortu pasażerów, m.in. poprzez wydzielenie pierwszej klasy, udoskonalenie toalet itp. Obecnie eksploatowanych jest 30 pociągów tego typu. 

## Linki zewnętrzne

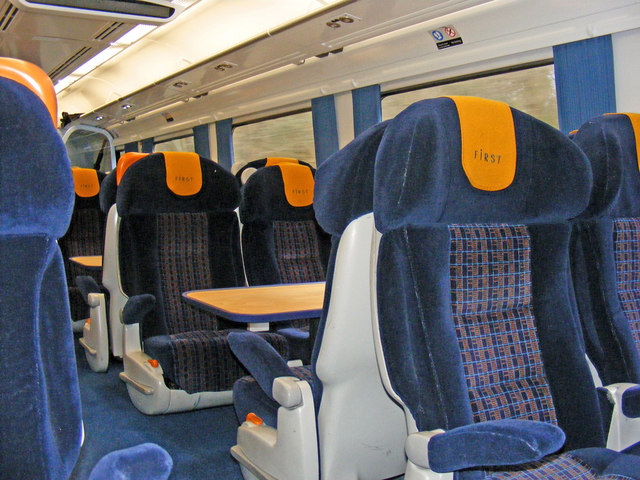
Wnętrze wagonu pierwszej klasy